# Cristina (pel·lícula)
Cristina és una pel·lícula espanyola dirigida en 1959 pel director català Josep Maria Argemí i Fontanet, autor també del guió i productor, amb música de Xavier Monsalvatge i protagonitzada per un actor de moda, Enric Guitart.

## Sinopsi
Prenent com a base el mite de Pigmalió, tracta de la història d'un advocat que s'aposta que pot transformar una noia vulgar en una noia refinada i que pot triomfar en la societat.